# I giorni dell'abbandono
Pour plus de détails, voir Fiche technique et Distribution.
I giorni dell'abbandono est un film italien réalisé par Roberto Faenza, sorti en 2005, avec Margherita Buy, Luca Zingaretti et Goran Bregović dans les rôles principaux. Il s'agit d'une adaptation du roman Les Jours de mon abandon (I giorni dell'abbandono) de la romancière Elena Ferrante.

## Synopsis
Olga (Margherita Buy), une traductrice littéraire, épouse et mère de deux enfants, est soudainement abandonnée par son mari, Mario (Luca Zingaretti), pour une femme plus jeune. Pour elle, commence une période douloureuse qui la fait sombrer dans le désespoir et la dépression, la poussant à ne plus manger ni dormir. Après une descente aux enfers, la rencontre fortuite avec Damian (Goran Bregović), un musicien solitaire qui vit dans le même immeuble qu'elle, l'amène à ouvrir les yeux sur sa situation.

## Fiche technique
- Titre : I giorni dell'abbandono
- Titre original : I giorni dell'abbandono
- Réalisation : Roberto Faenza
- Scénario : Roberto Faenza, Gianni Arduini, Simona Bellettini, Diego De Silva (it), Filippo Gentili et Cristiana Del Bello, d'après le roman homonyme d'Elena Ferrante
- Photographie : Maurizio Calvesi
- Montage : Massimo Fiocchi (it)
- Musique : Goran Bregović et Carmen Consoli
- Décors : Davide Bassan (it)
- Producteur : Elda Ferri
- Société de production : Medusa Film et Jean Vigo Italia, avec la participation de la Sky Italia et du ministère pour les Biens et Activités culturels
- Pays d'origine :  Italie
- Langue : Italien
- Format : Couleur
- Genre : Drame
- Durée : 96 minutes
- Dates de sortie :
  -  Italie : 6 septembre 2005 (Mostra de Venise 2005)
  -  Italie : 16 septembre 2005

## Distribution
- Margherita Buy : Olga
- Luca Zingaretti : Mario
- Goran Bregović : Damian
- Alessia Goria : une mendiante
- Gea Lionello (it) : Lea
- Gaia Bermani Amaral (it) : Carla
- Sara Santostasi (it) : Ilaria, la fille d'Olga
- Roberto Accornero : le directeur éditorial
- Simone Della Croce : Gianni, le fils d'Olga
- Fausto Maria Sciarappa (it) : Franco

## Autour du film
- Il s'agit d'une adaptation du roman Les Jours de mon abandon (I giorni dell'abbandono) de la romancière Elena Ferrante.

## Distinctions

### Prix
- Globe d'or du meilleur scénario en 2006 à Roberto Faenza et son équipe.
- Globe d'or : prix spécial du jury en 2006 à Margherita Buy.

### Nominations
- Mostra de Venise 2005 : Lion d'or.
- David di Donatello de la meilleure bande originale en 2006 à Goran Bregović.
- David di Donatello de la meilleure chanson originale en 2006 à Goran Bregović et Carmen Consoli.
- Globe d'or de la meilleure actrice en 2006 pour Margherita Buy.
- Ruban d'argent du meilleur acteur en 2006 à Luca Zingaretti.
- Ruban d'argent de la meilleure actrice en 2006 à Margherita Buy.